# Zechbach (Zwettl)
Der Zechbach ist ein rechter Zufluss zur Zwettl bei Langschlag in Niederösterreich.
Er entspringt in zwei Quellbächen im Westen der Streusiedlung Bruderndorferwald und fließt nach Osten ab, wo von rechts zunächst der Klafferbach und der Lurggraben zufließen und später der vom Galgenberg (919 m ü. A.) kommende Bach von Galgenberg, bevor er selbst bei Langschlag von rechts in die Zwettl mündet. Sein Einzugsgebiet umfasst 13,1 km² in teilweise offener Landschaft.